# Gruppo Triboldi Basket 2006-2007

## Verdetti
- Legadue:
  - stagione regolare: 4º posto su 16 squadre (19-11);
  - playoff: sconfitta ai quarti da Pavia (1-3).

## Roster
| Giocatori |
| --------- |

|    | Naz.                   | Ruolo | Sportivo          | Anno | Alt. | Peso |  |
| -- | ---------------------- | ----- | ----------------- | ---- | ---- | ---- |  |
| 4  | Stati Uniti (bandiera) | AC    | Quadre Lollis     | 1973 | 200  | 111  |  |
| 5  | Stati Uniti (bandiera) | G     | Keith Langford    | 1983 | 193  | 92   |  |
| 6  | Italia (bandiera)      | P     | Marco Bona        | 1989 | 194  | 88   |  |
| 7  | Italia (bandiera)      | A     | Massimo Farioli   | 1977 | 201  | 92   |  |
| 8  | Italia (bandiera)      | A     | Rodolfo Valenti   | 1980 | 196  | 94   |  |
| 10 | Italia (bandiera)      | G     | Flavio Portaluppi | 1971 | 190  | 85   |  |
| 11 | Italia (bandiera)      | AC    | Roberto Cazzaniga | 1978 | 205  | 92   |  |
| 12 | Italia (bandiera)      | C     | Marco Cusin       | 1985 | 211  | 112  |  |
| 12 | Italia (bandiera)      | P     | Marco Passera     | 1982 | 180  | 74   |  |
| 13 | Italia (bandiera)      | AC    | Mirko Trapella    | 1988 | 200  | 94   |  |
| 14 | Italia (bandiera)      | P     | Sergio Drovandi   | 1980 | 180  | 74   |  |
| 20 | Italia (bandiera)      | G     | Maurizio Giadini  | 1976 | 196  | 102  |  |

| Staff tecnico                   |
| ------------------------------- |
| Allenatore: Andrea Trinchieri   |
| Assistente: Riccardo Eliantonio |

| Giocatori acquisiti a stagione in corso |
| --------------------------------------- |

|    | Naz.                                   | Ruolo | Sportivo                        | Anno | Alt. | Peso |  |
| -- | -------------------------------------- | ----- | ------------------------------- | ---- | ---- | ---- |  |
| 9  | Italia (bandiera)                      | PG    | Pierluigi Brotto dal 2 febbraio | 1971 | 185  | 80   |  |
| 15 | Croazia (bandiera) · Grecia (bandiera) | A     | Franko Nakić dal 25 ottobre     | 1972 | 200  | 90   |  |

| Giocatori ceduti a stagione in corso |
| ------------------------------------ |

|    | Naz.                                   | Ruolo | Sportivo                         | Anno | Alt. | Peso |  |
| -- | -------------------------------------- | ----- | -------------------------------- | ---- | ---- | ---- |  |
| 15 | Croazia (bandiera) · Grecia (bandiera) | A     | Franko Nakić fino al 28 dicembre | 1972 | 200  | 90   |  |

Legaduebasket: Dettaglio statistico